# Jimmy Dickinson
James William „Jimmy“ Dickinson (* 24. April 1925 in Alton, England; † 9. November 1982 ebenda) war ein englischer Fußballspieler und -trainer. Er absolvierte 845 Spiele für den FC Portsmouth und ist mit 48 Länderspielen Rekordnationalspieler von „Pompey“.

## Sportlicher Werdegang
Dickinson erlernte das Fußballspielen beim heimischen Alton Youth Club und wurde von seinem Mathematik- und Sportlehrer Eddie Lever für den FC Portsmouth entdeckt, wobei dieser auch sein späterer Trainer dort wurde. Nach drei Wehrdienstjahren in der britischen Royal Navy debütierte er im Jahr 1946 in der First Division während der Heimpartie gegen die Blackburn Rovers.
Er etablierte sich dort in der Stammformation, spielte zumeist als linker Außenläufer und er gewann in seinem dritten Jahr für Portsmouth die englische Meisterschaft. Mit Linksaußen Jack Froggatt und Jimmy Scoular auf der rechten Halbposition bildete er dabei eine sehr effektive aktive Achse. Daraufhin debütierte er auch für England am 18. Mai 1949 beim 4:1-Sieg gegen Norwegen in Oslo.
In dem darauffolgenden Jahr konnte Dickinson mit Portsmouth den Meistertitel verteidigen und wurde anschließend für die WM 1950 in Brasilien in den Kader berufen. Er absolvierte dort alle drei Vorrundenspiele gegen Chile, die USA und Spanien und schied danach aus dem Wettbewerb aus. Vier Jahre später – er hatte auch in der Qualifikation alle drei Spiele gegen Wales, Nordirland und Schottland bestritten – spielte er auch die WM 1954 in der Schweiz und schied dort mit seiner Mannschaft im Viertelfinale gegen Uruguay aus. Vor dem WM-Turnier 1954 in der Schweiz gehörte er auch dem englischen Team an, das am 25. November 1953 im heimischen Wembley-Stadion gegen die Mannen um Ferenc Puskás und Nándor Hidegkuti mit 3:6 Toren und am 23. Mai 1954 in Budapest beim Rückspiel gar mit 1:7 Toren die zwei Länderspiele gegen Ungarn verlor.
In der Zeit, als Dickinson sein letztes – am 15. Dezember 1956 war er beim WM-Qualifikationsspiel für die WM 1958 in Schweden gegen Dänemark noch im Einsatz, die restlichen Qualispiele bestritt der junge Duncan Edwards – Länderspiel bestritt, durchlief der Verein 1956 eine sportliche Talfahrt, was dann im Jahr 1959 den Abstieg in die Second Division zur Folge hatte. Nach einem weiteren Jahr, in dem die Klasse nur knapp gehalten werden konnte, stieg Dickinson mit Portsmouth 1961 sogar in die Third Division ab. Nach dem direkten Wiederaufstieg beendete Dickinson nach Abschluss der Saison 1964/65 im Alter von 40 Jahren und nach knapp gesichertem Klassenerhalt gegen Northampton Town (mit einem 1:1 im letzten Spiel) seine Karriere als Fußballspieler.

## Nach dem Fußball
Nachdem er anschließend in der Öffentlichkeitsarbeit beim FC Portsmouth tätig war und weitere Vereinsfunktionen bekleidet hatte, wurde er im Mai 1977 Trainer des Vereins, der mittlerweile wieder in der dritten Liga spielte. Dort konnte er zunächst mit nur einem Punkt Abstand die Klasse sichern, was ihm in der darauffolgenden Saison 1977/78 dann nicht mehr gelang. Nur ein Jahr später wurde er dann von Frank Burrows abgelöst, nachdem sich auch zunehmend gesundheitliche Probleme bei Dickinson einstellten, die mit dem Stress während der Trainerarbeit zusammenhingen.
Nach drei Herzinfarkten verstarb Dickinson dann 1982 im Alter von 57 Jahren. Zu seinen Ehren wurde während der Trauerfeier in der St. Mary's Church das Vereinslied von Portsmouth (Pompey Chimes) gespielt. 2009 nahm der FC Portsmouth ihn als einen der ersten fünf Spieler posthum in seine klubinterne Hall of Fame auf.

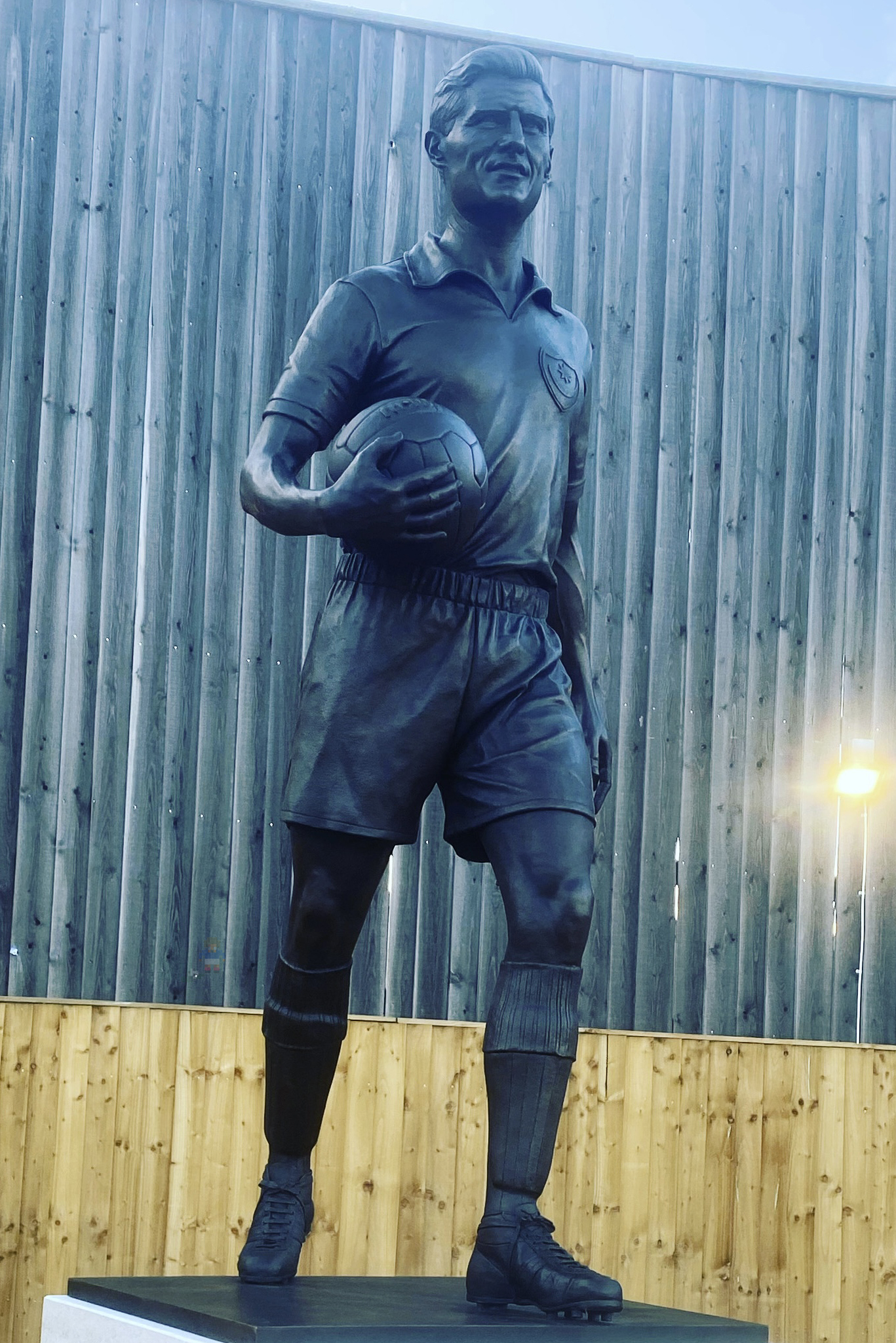
Statue von Jimmy Dickinson (1925–1982) außerhalb des englischen Fußballstadion Fratton Park

## Sonstiges
- Aufgrund seiner Verdienste für den englischen Fußball wurde Dickinson 1964 mit dem Order of the British Empire als MBE ausgezeichnet.
- Dickinson erhielt während seiner gesamten Karriere nie eine Verwarnung, was ihm den Spitznamen Gentleman Jim einbrachte.
- Er war bis 1980 Rekordhalter für die meisten Spiele für einen einzigen englischen Profiverein, bis ihn dann John Trollope von Swindon Town in dieser Kategorie übertraf.

## Erfolge
- Englischer Meister: 1949, 1950